# Tonnara

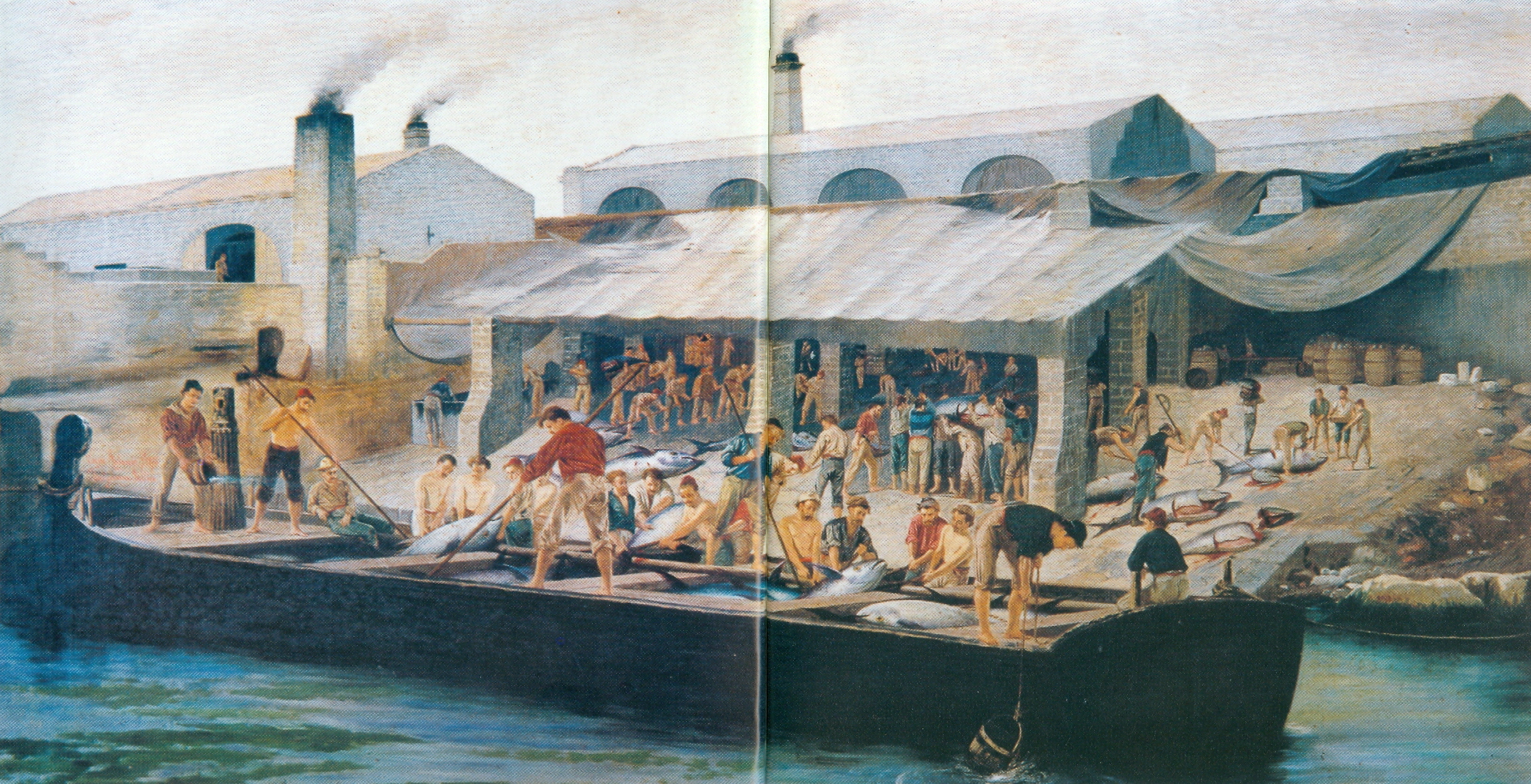
La tonnara di Favignana in un dipinto di Antonio Varni del 1876

Si definisce tonnara l'insieme di reti particolarmente conformate che vengono usate per la pesca del tonno rosso; con lo stesso nome si indica in Italia, per estensione, il luogo in cui la si usa nella pratica con la mattanza.
La mattanza è un'antica tecnica fenicia elaborata per intrappolare e catturare il tonno rosso, che è stata appresa e portata in aree come la Spagna e la Sicilia durante il periodo islamico. Sviluppata nelle tonnare, è diffusa in particolare in tutta la Sicilia; su tutto il suo litorale occidentale e orientale anticamente sorgevano tonnare. Una pesca che è stata praticata anche in Liguria, in Sardegna e in misura minore in Calabria e Toscana.
Le carni del tonno pescato sono gustose e pregiate perché si tratta di esemplari oltre i 100 kg, che vengono esportati in tutto il mondo e sono diventati una prelibatezza ricercata soprattutto in Giappone, dove vengono portati con viaggi aerei in celle frigorifere, isolati uno dall'altro, per garantire l'integrità del sapore e dell'aspetto.
Il tonno pescato nella mattanza viene venduto fresco ai mercati del pesce o avviato all'industria conserviera. Il tonno può subire vari processi di conservazione che vanno dall'affumicatura alla salagione. Molto più spesso viene cotto a vapore e conservato in scatola o sotto vetro sia al naturale che in olio. Molto pregiati ed apprezzati sono la bottarga ed il lattume del tonno, ottenuti dalla lavorazione, rispettivamente, delle uova degli esemplari femminili e della sacca spermatica degli esemplari maschili.
La mattanza però va quasi scomparendo a causa della diminuzione della popolazione ittica dei tonni per l'inquinamento crescente del mare, ma soprattutto a causa della pesca di tipo industriale che intercetta i banchi di tonni molto prima che questi si avvicinino alle zone costiere; i pescatori ormai sono passati al metodo delle tonnare volanti, che intercettano nell'oceano i tonni, riuscendo a catturare quelli più grossi.
Il modo di pescare è vario secondo il luogo e la stagione: in Francia, sulle coste della Linguadoca, si stabiliscono dei posti di guardia elevati che segnalano l'arrivo dei tonni e la direzione nella quale procede la formazione. Al segnale delle vedette prendono il mare molti battelli già approntati in precedenza, che, sotto la guida di un capo, formano un ampio semicerchio con le reti e spingono il pesce verso terra. Quando l'acqua è molto bassa, si getta l'ultima rete e si trae sul lido il bottino.

## Le origini
La pesca del tonno ha origini antiche, con la nascita dei primi nuclei di umanità primitiva che si stabilirono lungo i litorali e si rivolsero al mare per trarre il loro sostentamento. L'uomo primitivo incominciò ad affinare le sue tecniche di pesca e incominciò ad ottenere i frutti del suo lavoro. L'oggetto della pesca erano in particolare le specie di pesci che si radunavano in zone della costa dove l'acqua era più bassa per la deposizione delle uova. Queste specie di pesci sarebbero state quelle più facili da catturare con rudimentali attrezzi primitivi. L'attenzione dei pescatori sarebbe stata sempre rivolta verso quelle specie di pesci che erano caratterizzate da una spiccata gregarietà, che consentiva una più facile cattura nell'avvicendarsi presso la riva di raggruppamenti molto compatti, il che riduceva di molto la possibilità di errore. Una specie che rispecchiava a pieno queste caratteristiche era il tonno rosso.
Già dalla civiltà mesopotamica di Ur, sono stati trovati grossi ami di rame, simili a quelli trovati a Tello, in Palestina ed a Tell Asman e sigilli cretesi, incisi intorno al 2000 a.C., in cui oltre a delle navi alberate adibite con tutta probabilità alla pesca del tonno, si potevano osservare delle sagome di grandi pesci, che per taglia e per la grande coda lunata, rappresentavano senza dubbio grossi tonni da catturare con i riconoscibili attrezzi della stessa epoca.
J. Couch (1867) sosteneva, che i primi pescatori di tonni furono i Cananei delle città costiere, che catturavano grandi animali marini, indicati con il nome ebreo e/o fenicio di Than, perfezionando i sistemi di cattura ed allontanandosi sempre di più dalle coste per seguire gli ampi e periodici spostamenti di questi grandi pesci..
Omero e Plinio scrivono già sulla pesca del tonno di Sicilia. Gli antichi la praticavano su larga scala, soprattutto a Gibilterra e nell'Ellesponto.
Con il passare dei secoli la pesca del tonno incomincia ad essere praticata in tutto il Mediterraneo poiché si conosceva il percorso di migrazione, chiamato anche viaggio d'amore di questo grande pesce. I tonni entravano infatti dallo stretto di Gibilterra nel periodo di aprile/maggio grossi e carichi di uova, e le depongono sulle coste bagnate dal Mar Mediterraneo. Così la pesca del tonno diventò una vera e propria fonte di guadagno per i popoli delle coste, che si specializzarono nella pesca di questo grande pesce, che con le sue migrazioni molto frequenti e numerose assunse ben presto un valore rilevante nell'economia delle città costiere. La sapidità della loro carne si prestava a gustose manipolazioni ed a lunghe conservazioni.

## Il Medioevo
Dalla metà del periodo imperiale romano, non si hanno indicazioni sulla pratica delle tonnare. Non se ne conosce le ragioni: alcuni pensano che questo sia dovuto ai costi della pesca e alle tasse che lo Stato imponeva e che probabilmente la pesca del tonno si effettuava ugualmente, ma non in maniera ufficiale e quindi non menzionata nelle fonti.
Nel periodo della dominazione bizantina, le marinerie godettero di più ampi spazi e libertà di appropriazione degli specchi d'acqua e sono pervenute alcune norme legislative che vietavano la pesca intorno agli impianti privati (quindi anche accanto alle tonnare).
Nel medioevo vi erano diversi modi di pescare il tonno, tra cui: "la tonnara a sciabica" (il trascinamento di grandi reti fino alla costa cariche di tonni, dalle imbarcazioni), "la tonnara fissa" (reti posizionate lungo la costa, per attendere l'arrivo dei tonni), infine, il metodo più utilizzato per la sua praticità e abbondanza nel pescato era la tonnara di corsa.
Con l'arrivo dei Normanni in Sicilia (dal 1077 al 1194), viene regolamentato il “diritto di pesca che proibiva ai privati, fino alla distanza di un tiro di balestra per iactum balistae tutta l'estensione dei litorali idonei alla cattura dei tonni, la pesca di questo grande pesce”. Le grandi imprese di pesca erano amministrate direttamente da un ufficio amministrativo reale, soprattutto attraverso gabelle e dazi.
Il feudatario riceveva la gabella, che comprendeva la gestione della tonnara; questa veniva ottenuta per meriti acquisiti in campo bellico, egli inoltre, doveva sostenere le Diocesi, i Santuari e i Monasteri che erano collegati per devozione alle tonnare, con donazioni di pescato e onerose. Sono soprattutto i Vescovi a beneficiare della munificenza reale, i quali ricevevano doni dalle tonnare, come ad esempio: il vescovo di Patti (1090) poteva godere della rendita della tonnara di Oliveri e di un terzo della rendita di quella di Milazzo.
Nel XII secolo Al Idrisi, l'importante geografo arabo, fu il primo a stilare e descrivere le sei zone siciliane, dove erano presenti delle tonnare: a Trabia e Caronia (tra Capo d’Orlando e Tusa)“si tendono le reti per la pesca dei grandi tonni”, a Oliveri “si pescavano tonni in abbondanza”, a Milazzo, e a Castellamare del Golfo “si pesca il tonno facendo uso di reti”, tra queste vi erano pure quelle della zona di Trapani, dove “la pesca è abbondante e superiore al fabbisogno, vi si pescano grandi tonni, usando grandi reti” . Oltre a i luoghi menzionati dal geografo arabo si pensa che la tonnara si effettuasse anche nella zona di Nubia e San Giuliano (costiera tra il comune di Trapani e Erice); a Bonagia, e si pensa anche a Favignana, anche se, le prime notizie di una tonnara sull'isola sono più recenti: la tonnara di San Nicola risalente al primo decennio dell'Ottocento.

Del diritto che aveva il vescovo di Mazara di ricevere le decime delle tonnare del trapanese ha scritto, nella sua Istoria di Trapani, Giovan Francesco Pugnatore sul finire del XVI secolo: 
(Giovan Francesco Pugnatore, Istoria di Trapani)
Risalgono al 1461 alcune sentenze emanate dalla corte vescovile di Palermo in favore del vescovo di Mazara al quale venivano negate le rendite delle tonnare di Cofano, Scopello e s. Nicola in Favignana dai rispettivi proprietari, i nobili Bartolomeo de Carissima, Giovanni di Sanclemente e Filippo Crapanzano, i quali, convocati a Palermo insieme con il procuratore del vescovo mazarese, dichiaravano che le tonnare delle quali erano proprietari erano esentate dal pagamento delle decime e che questa esenzione doveva essere rispettata. Nonostante tali dichiarazioni vennero condannati al pagamento delle decime arretrate e presenti nonché alle spese legali.
La pesca del tonno nel medioevo, quindi, fu un'attività di grande guadagno che necessitava però di grandi investimenti. Nel 1271, i Salernitani presero in concessione le tonnare di Castellamare del Golfo e di Trapani e successivamente, durante i Vespri siciliani, furono gli amalfitani Tagliavia ad amministrare le tonnare dell'intera Sicilia occidentale.
Intorno al XIV secolo, la pesca del tonno incominciò ad ampliarsi in tutto il Mediterraneo. Vennero costruite tonnare nello stretto di Gibilterra, nella costa spagnola, africana e francese. Le più tarde furono le tonnare francesi di Marsiglia e Rossiglione.
Il primo a parlare della tonnara di san Nicola in Favignana è stato Raimondo Sarà, nella monografia Dal mito all'aliscafo: storie di tonni e tonnare:
(Raimondo Sarà, Dal mito all'aliscafo: storie e di tonni e tonnare)

## Dal XVII secolo
Alla tonnara di Marsiglia, nel 1641 accadde un evento significativo, simbolo dell'incontro tra fede e tradizione. Ne fu protagonista Luigi XIII, che andò a visitare la tonnara con la regina Anna d'Austria, durante un pellegrinaggio ad un santuario, per invocare la grazia divina per aver un erede che ancora tardava a nascere. Il Re nel suo soggiorno assistette alla mattanza ed uccise un tonno con le sue stesse mani, da cui, sotto pressante invito del Rais, mangiò le gonadi, ritenute afrodisiache e di buon auspicio; dopo qualche anno nacque Luigi XIV.

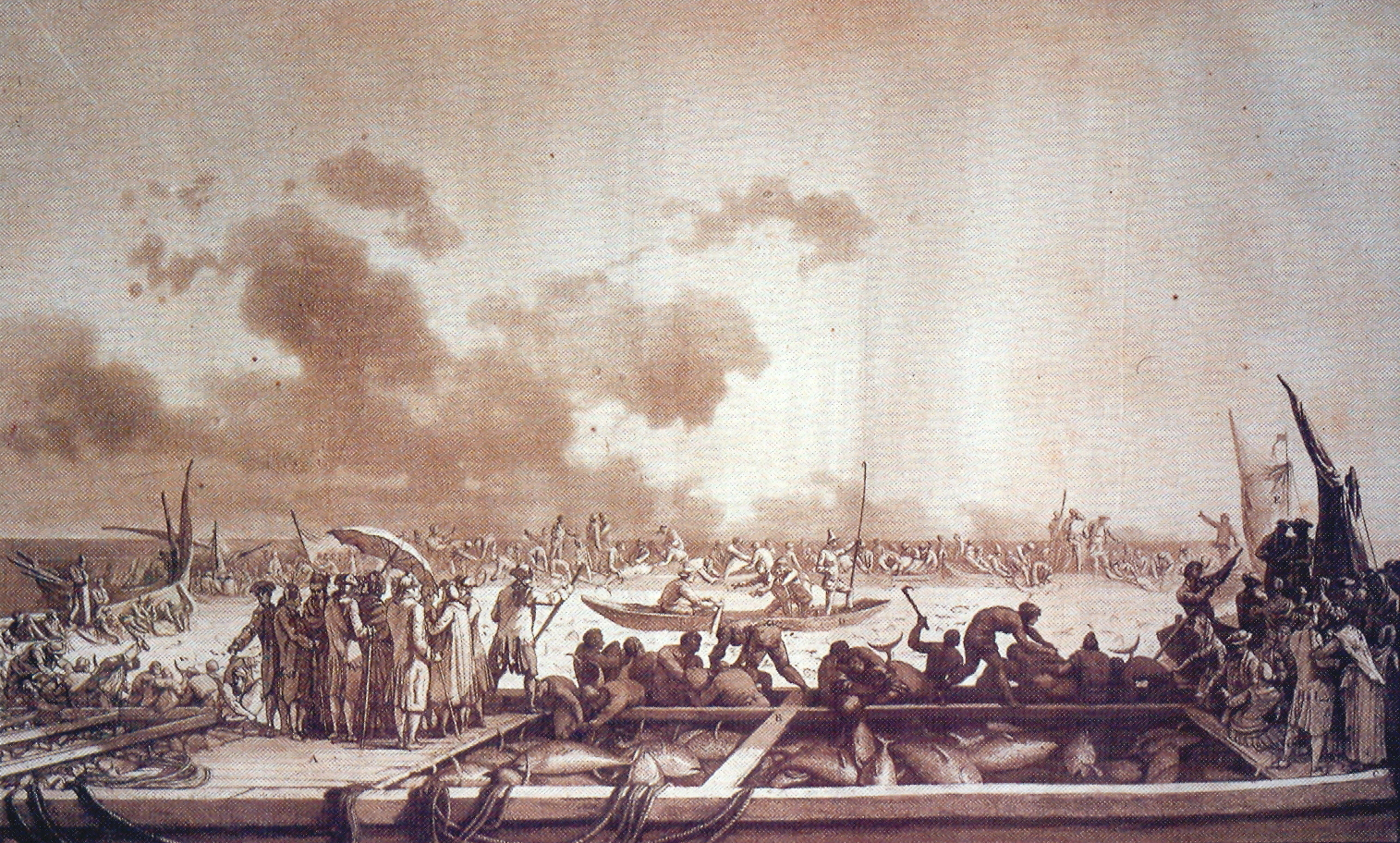
La mattanza in Sicilia in un'acquaforte del 1782

Tutte queste tonnare sorte nel mar Mediterraneo avevano però sempre un legame con le tonnare siciliane dato che erano gli stessi tonnaroti siciliani ad essere sovente chiamati ad aprire nuove tonnare e a insegnare ai locali, i segreti di questa antica pesca.
Nel corso dei secoli sono sorte tonnare in: 
Liguria (Camogli), in Sardegna (Carloforte, le uniche ancora attive nel Mediterraneo, Portoscuso e la Tonnara di Stintino), sull'isola d'Elba, in Campania (Conca dei Marini sino al 1956), in Calabria (Palmi) e soprattutto in Sicilia con le tonnare di Scopello, Trapani, Capo Granitola, Bonagia, San Vito Lo Capo, Portopalo e a Favignana

## Il sistema di pesca
I metodi di pesca ancora oggi utilizzati sono: la tonnara di corsa, insieme di reti organizzate a camere, posizionate nella zona di passaggio dei tonni, e la tonnara volante, avviene con il posizionamento "volante" delle reti dopo aver intercettato dei banchi di tonno, con eco scandagli e radar.
Alla fine della mattanza il pescato veniva portato dalle imbarcazioni dentro lo stabilimento dove veniva lavorato e preparato per essere commercializzato. Come racconta Orazio Cancila: “la preparazione del prodotto sembra seguisse regole tradizionali, ma nel Quattrocento compaiono il taglum de Sibilia, cioè la preparazione della surra (parte grassa del tonno) alla sivigliana, e il tonno alla spagnola, [...] L'uovo di tonno, che era la qualità più pregiata, si confezionava attraverso un processo di essiccazione, così pure la musciama (filetto essiccato), i morsilli e i salsicciotti, mentre la surra, che dopo l'uovo di tonno era la qualità più pregiata, la tonnina netta e i grossami (occhi, bosonaglia, botana, cioè il collo, schinali, rispettivamente la schiena, spuntatura, spinelli, ecc.) si confezionavano sotto sale in barili del peso di kg 60 o di kg 40.”
I primi valori assoluti di produzione (in pesci e non solo in soldi) risalgono al 1598, anno in cui nelle tonnare del trapanese furono prodotti 21.140 barili di tonno, per circa 25.500 quintali utilizzati per l'esportazione e 24.700 quintali per il consumo locale, oltre alle ruberie e agli obblighi nei confronti dei monasteri e delle chiese. Grosso modo, si pescavano più di 35.000 tonni da 150 kg di peso medio, per un fatturato annuo di 30/35 milioni di euro ai giorni nostri. Questo fa capire come la pesca del tonno sia diventata uno dei principali guadagni della Sicilia nel periodo medievale e moderno. Uno studioso che ci informa sulla produttività delle tonnare nella zona del trapanese è Orazio Cancila che scrive: “A fine secolo (1599), la tonnara di Favignana si rivela tra le più produttive del trapanese con 5.359 barili, ma non riusciva ancora a superare Bonagia, che nello stesso 1599 segnava una produzione di ben 8.186 barili, mentre Formica, appena impiantata, non andava oltre i 3.847 barili.”
Le tonnare sulle isole di Levanzo, Marettimo e Favignana, furono le più prolifere, nei dati di pesca del 1619 resero al Real Patrimonio ben 4375 scudi, praticamente la metà dei guadagni complessivi delle tonnare della zona del Trapanese.
Nel secolo successivo, la pesca del tonno subì un notevole tracollo, con stagioni che videro produzioni che spesso non superavano qualche migliaio di barili. Al principio del XIX secolo, il prodotto della pesca del tonno della marineria di Trapani si stabilizzò intorno ai 6.000 barili sino a scendere e diminuire sempre di più.
Sia nella I sia nella II Guerra Mondiale le tonnare rimasero ferme perché i mari erano infestati da mine e da bombardamenti che spaventavano i pesci e non permettevano la calata in mare della tonnara; un altro motivo era la mancanza di personale chiamato alle armi. Anche dopo la II Guerra Mondiale la pesca del tonno tardò a riprendere la sua produttività, poiché i mari erano ancora infestati da mine che andavano ad impigliarsi con la corrente nelle reti delle tonnare: infatti molti tonnaroti nel secondo dopo guerra morirono per lo scoppio delle mine abbandonate.
Quando i mari tornarono sicuri la pesca del tonno rosso riprese a pieno ritmo, ma non riuscì a raggiungere i numeri dei secoli passati. Così, poco alla volta, molte tonnare dovettero chiudere: nei primi anni ottanta nella provincia di Trapani ne erano rimaste soltanto tre, ovvero quella di Bonagia, quella di Favignana e quella di San Cusumano. La più prolifica delle tre è stata sempre quella di Favignana.

## La fine di una tradizione

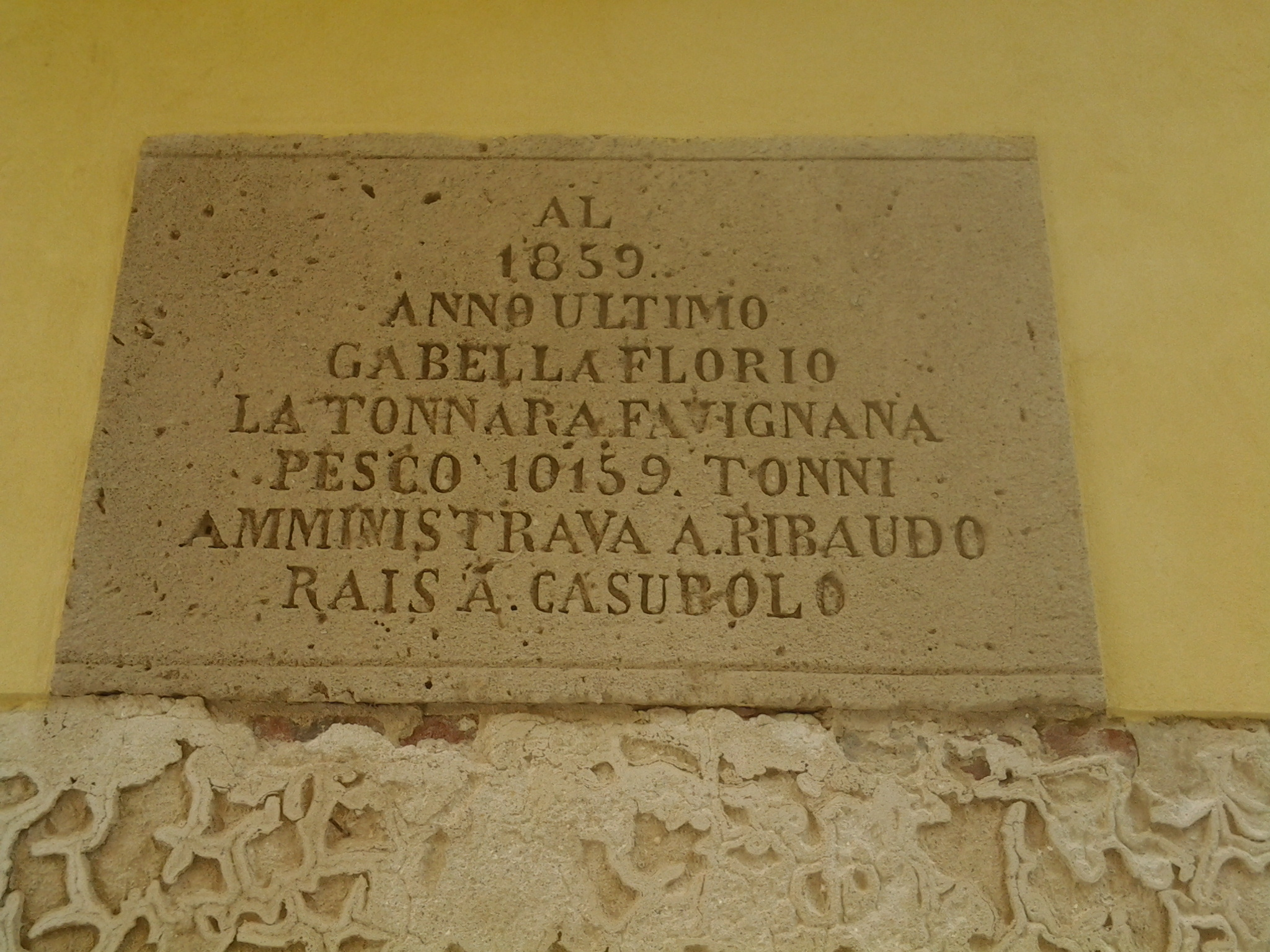
Lapide del 1859 esposta all'interno della Tonnara di Favignana, periodo in cui la famiglia Florio possedeva la tonnara, attesta quanti tonni furono pescati e chi era il Rais

In tempi recenti la produttività delle tonnare, si è notevolmente ridotta sia, per il poco pescato sia per il cambiamento del “viaggio d'amore” effettuato da questi pesci. Tutto ciò ha portato alla chiusura di molte tonnare nel Mediterraneo tra cui quelle della costa francese e quelle della zona iberica, sono invece aperte le tonnare nel Nord Africa e quelle della Sicilia Occidentale, più produttive. I dati relativi alla mattanza del 1995, la tonnara di Favignana ha catturato circa 750 tonni, di cui solo pochi esemplari erano adulti riproduttori di grandi dimensioni, il resto erano tonni di giovane età tra i tre e i cinque anni e il loro peso raggiungeva appena i 70 kg.
Le attuali tonnare si possono dividere in due tipi: “di andata” e “di ritorno”, in relazione al tipo di tonno che di passaggio. Nel primo caso si tratta di tonni che vengono dallo Stretto di Gibilterra, carichi di energia e uova, pronti per andare a depositarle nei mari più caldi; nel secondo caso si tratta dei tonni che tornano dalla deposizione delle uova, stanchi e mal nutriti dopo un lungo viaggio. Le tonnare “di andata” nella costa occidentale siciliana sono: Favignana, Formica, San Cusumano, Bonagia, Scopello, Castellammare, Trabia; mentre tonnare “di ritorno” sono: Capo Passero, Siculiana, Sciacca, Capo Granitola, Santa Panagia. Queste ultime hanno una minore produzione dovuta all'esiguo numero dei tonni che sono sfuggiti al loro viaggio d'andata.
I riti e le tradizioni legate alla tonnara rimasero immutati dai tempi del Medioevo, anche il modo di pesca, con il metodo delle tonnare “da corsa”. Gli stessi nomi, le stesse mansioni rimasero inalterate; la figura del rais, colui che coordinava tutte le diverse fasi della pesca del tonno, con scrupolosa attenzione e dedizione, restò fondamentale, e divenne importante anche l'ausilio della tecnologia. Le famiglie di rais più importanti che si sono susseguite di generazione in generazione durante il ‘900, sono state la famiglia Barraco della tonnara di San Cusumano e la famiglia Cataldo della tonnara di Favignana. Negli anni ottanta la pesca del tonno ebbe una diminuzione drastica nel numero dei tonni pescati. I motivi furono molteplici, e si ebbero varie teorie in proposito: la prima causa più importante è stata la nascita delle tonnare volanti. Secondo l'ex rais Leonardo Barraco è l'inquinamento acustico del mare, dovuto all'aumento delle imbarcazioni, che ha provocato la diminuzione del pescato. L'ex rais racconta un aneddoto della sua giovinezza sulla necessità di avere la massima quiete durante la pesca: nei primi anni trenta il rais della tonnara di San Cusumano era Domenico (detto Mommo) Barraco, padre di Leonardo, che a quei tempi era solo un ragazzino. Il giovane decise di andare con una piccola barca a motore a vedere da vicino la tonnara e i tonni intrappolati in essa. Mentre si avvicinava sentì una voce che gli urlava da lontano, era suo padre che gli ordinava di allontanarsi, poiché il rumore dell'imbarcazione avrebbe creato agitazione tra i tonni. Quindi se solo un motore di una piccola imbarcazione può disturbare il quieto vivere dei tonni, si pensi a tutti gli aliscafi che passano ogni giorno, per esempio tra l'isola di Favignana e Formica per motivi turistici, considerando anche il grande porto di Trapani con le numerose barche che vanno e vengono giornalmente. Barraco propone quindi che nel periodo del passaggio dei tonni gli aliscafi e le imbarcazioni cambino la loro rotta, per non disturbare l'avanzare del grande pesce.

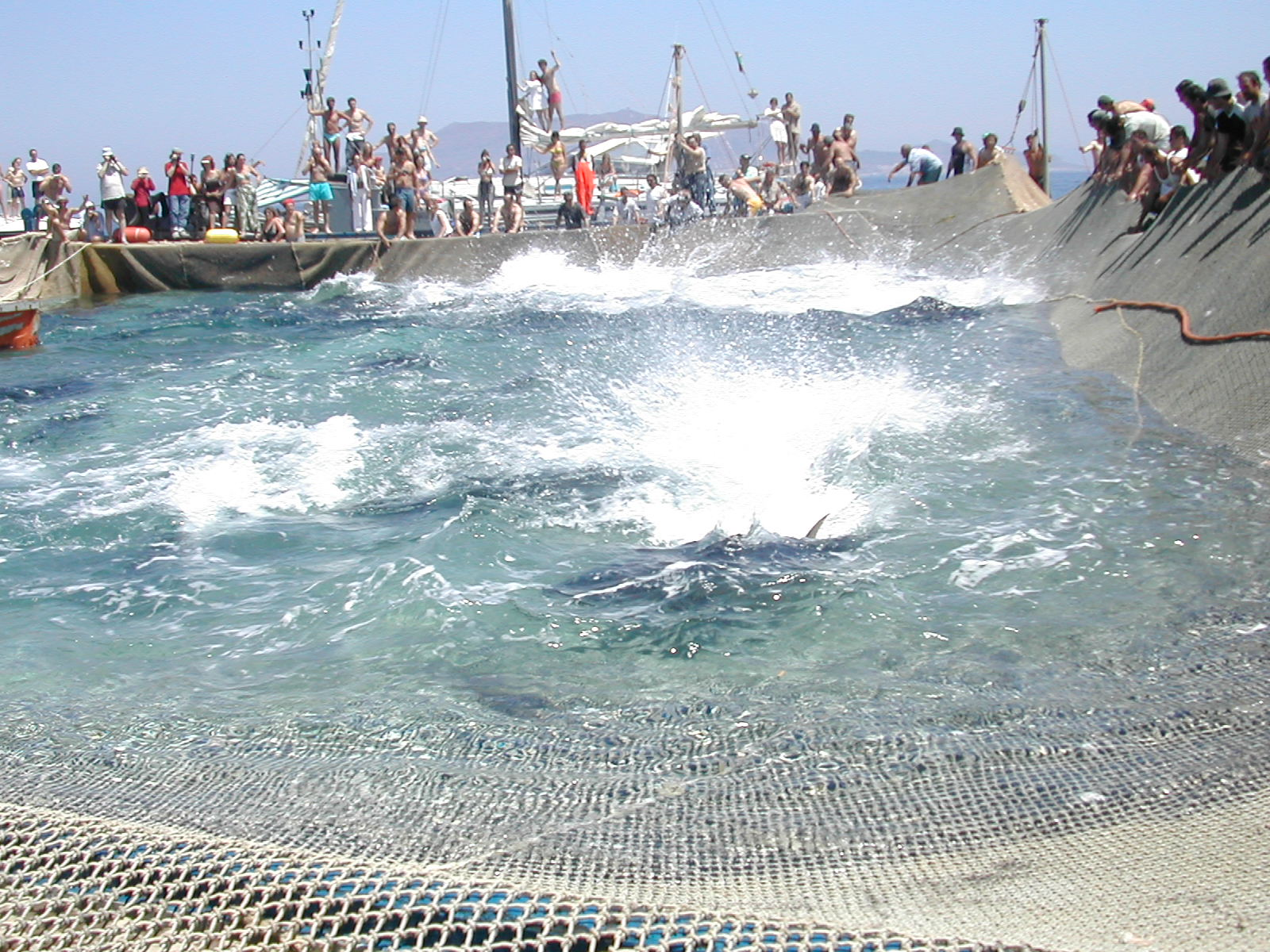
La "camera della morte" nella tonnara di corsa a Favignana

Un altro motivo per cui non si effettua più la mattanza è anche la mancanza di finanziatori che vogliano mantenere viva questa tradizione. Per mantenere uno stabilimento con le sue tradizioni ci vogliono infatti molte risorse economiche. Ad esempio la tonnara di Favignana nell'ultimo secolo ha avuto molti proprietari: nell'Ottocento la tonnara apparteneva alla famiglia Florio, di origine calabrese, venuta in Sicilia per fare fortuna. Questo periodo fu il più importante per Favignana, che acquisì molta rilevanza per la tonnara. Col tempo i successori di questa grande famiglia incominciarono ad abbandonare la tonnara, fino ad arrivare al punto di venderla nel 1938 a una famiglia di imprenditori genovesi: i Parodi. Ma col passare degli anni il pescato continuava a diminuire e nel contempo le spese di gestione aumentavano, tanto che i Parodi dovettero vendere nel 1985 all'attuale proprietario della tonnara San Cusumano, Nino Castiglione. Nel 1991 lo stabilimento fu acquistato dalla Regione Siciliana, che lo ha recentemente ristrutturato.
Le ultime mattanze si sono effettuate a Bonagia nel 2003 e a Favignana nel 2007. Da allora gli stabilimenti sono in disuso e utilizzati in attività diverse: la tonnara di Bonagia è diventata un resort, la tonnara di Favignana è diventata un museo sulla pesca del tonno, lo stabilimento di San Vito Lo Capo invece è da tempo in disuso. L'unica che ancora si può considerare attiva è la tonnara San Cusumano che si è trasformata in fabbrica dove si produce il tonno in scatola “Auriga” e “Castiglione”, che arriva congelato dall'Atlantico della qualità pinna gialla.
Oggi la tradizione ha lasciato spazio all'industria e alla speculazione: al posto dei tonnaroti ci sono ora gli argani delle barche e l'arpione è stato sostituito dal fucile, per cui il sapere del Rais e le sue intuizioni sono state sostituite dai radar e dagli eco-scandagli. La mattanza non è più una ricorrenza antica basata sul rispetto per il grande pesce: ormai la pesca viene fatta tutto l'anno, con le tonnare volanti, in particolare dai giapponesi.
Fin dai primi anni novanta era possibile ai turisti assistere alla mattanza su delle imbarcazioni vicine alla rete. Ma non fu sufficiente questo ulteriore introito a proseguire nelle mattanze.
Nel corso di un convegno sullo sfruttamento sostenibile del tonno rosso del Mediterraneo, svoltosi nel giugno del 2010 a Carloforte, è stata rilanciata la richiesta di inserire le tonnare fisse nella lista mondiale dei patrimoni dell’umanità, stilata dall'UNESCO
L'ultima mattanza in Sicilia si è svolta nella tonnara di Favignana nel 2007. Nel 2015 in Sardegna si è svolta una sola mattanza, tra Portoscuso e Carloforte, sebbene il ministero autorizzi ogni anno sei tonnare fisse in Italia: Isola piana e Cala Vinagra (Carloforte), Capo Altano e Porto Paglia (Portoscuso), Favignana, Camogli.

## Le Tonnare tradizionali
Nelle tonnare siciliane (Trapani, Favignana, Formica, Bonagia, Scopello, Castellammare del Golfo, San Vito Lo Capo, Portopalo, Capo Granitola, Cefalù, Palermo, Mondello, Mazara del Vallo) e in quelle sarde (Sant'Antioco, Carloforte e Stintino), nei secoli le più floride e importanti del Mediterraneo, la pesca avveniva attraverso la mattanza. L'ultima mattanza in Sicilia si è svolta nella tonnara di Favignana nel 2007.
Nelle isole Egadi, la più importante e prolifera tonnara si trovava nell'isola Formica, tra Trapani e Favignana, questa era una zona di transito per i tonni che si avvicinavano alle coste siciliane passando inizialmente tra le isole Egadi.

### La tonnara di corsa
La tonnara di corsa, metodo di pesca più utilizzato dal Medioevo ai primi anni novanta, per la sua praticità e l'abbondanza del pescato, si può installare in mare aperto o vicino alla costa, ancorata al fondo marino con un numero imponente di ancore.
La posizione della tonnara è ben studiata dal Rais che deve trovare un luogo in cui le correnti non siano troppo forti e che sia protetta dal vento. Il complesso di reti e cavi viene chiamata isola che si estende per 5 km e larga 40-50 metri.
L'isola viene calata all'inizio di maggio, periodo in cui inizia il passaggio dei tonni, e ritirata quando tutti i branchi di tonni hanno fatto il viaggio di andata.
La tonnara è composta da cinque camere, divise da reti chiamate porte che vengono aperte e chiuse dai tonnaroti per il passaggio del pesce da una camera ad un'altra.
Le cinque camere che compongono l'isola sono:
- Camera grande: dove vengono ammassati i tonni prima della mattanza;
- Camera Levante: si trova a destra della camera grande e serve per dividere i tonni se il pescato è abbondante e si vuole fare più di una mattanza;
- Camera Bastarda: dove i tonni arrivati in questa camera vengono contati per sapere se il numero è adeguato per effettuare la mattanza;
- Camera Ponente: è la camera più piccola che porta direttamente alla “camera della morte” ed è l'ultima a chiudersi prima della mattanza;
- Camera della morte: l'unica ad avere sul fondo una rete chiamata “coppu” che viene issata dalle barche che si dispongono attorno ad essa, per far affiorare i tonni in superficie;

Il rais prima di dare il consenso all'inizio della mattanza aspetta che il numero dei tonni imprigionati sia sufficiente per avere un buon pescato. A questo punto viene aperta la camera della morte. Così al comando del Rais incomincia la pesca: i tonnaroti, guidati dalle Cialome, tirano sulle imbarcazioni il fondo della rete detta coppu diminuendo lo spazio ai tonni e costringendoli a salire in superficie. Incomincia così la fase più concitata della pesca, con i tonni che ormai impazziti cercano una via di fuga; i tonnaroti armati di arpione li tirano sulle imbarcazioni. Date le grandi dimensioni del pesce, per tirare sulle barche un tonno vi è bisogno di otto tonnaroti armati di arpioni, di diverse dimensioni, che permettono a tutti e otto di esercitare la stessa forza. Questa è la parte più pericolosa della pesca, dato che i tonni terrorizzati muovono velocemente la grande coda che potrebbe spezzare la schiena dei tonnaroti al momento della cattura. Quando tutti i tonni vengono tirati sulle imbarcazioni il Rais dichiara conclusa la pesca. Il rais si toglie la coppola ed urla: "Sia lurato u nomi di Ggesù" e tutti risponderanno "Ggesù, Ggesù, Ggesù". Si festeggia il buon esito della pesca con un rituale antico, il bagno dei tonnaroti nel mare sporco di sangue dei tonni, che è di buon auspicio per le mattanze future.
Successivamente il pescato veniva portato dalle imbarcazioni dentro lo stabilimento dove veniva lavorato e preparato per essere commercializzato.
È normale trovare nella rete squali, pesce spada e delfini, che sono i predatori dei piccoli tonni; essi possono arrecare gravi danni alle reti causando, quindi, la fuga dell'intero branco.

### Le imbarcazioni
Le imbarcazioni costituiscono l'elemento indispensabile per la pesca del tonno; il loro colore nero, dovuto alla pece, oltre a rispondere alla funzione pratica del calafataggio, fa loro assumere un aspetto simile a quello dei tonni, quasi a caratterizzare una continuità nell'ambito della loro funzione. Ogni barca ha una forma e funzione ben precisa a seconda del suo utilizzo durante la mattanza.
L'ambiente all'interno dello stabilimento dove vengono conservate e sistemate le imbarcazioni si chiama “mafaraggio” o "marifaràtico": è il luogo in cui oltre alle imbarcazioni sono conservate anche le reti, gli ormeggi e tutto ciò che forma la dote della tonnara.
Le imbarcazioni utilizzate all'interno della tonnara erano:
1. Vasceddu o Parascalmi, imbarcazione di 12 metri, con il fondo quasi piatto e poppa a specchio, trasportava le ancore nelle operazioni di “cruciatu”, gettava le reti e sollevava i tonni a bordo, durante la mattanza. Non era autonoma nella navigazione, pertanto veniva rimorchiata.
2. Muciara del Rais, lunga 9 metri, era addetta alle operazioni di sopravento. L'armamento era costituito da sei remi, otto scarmi, due lunghe aste per abbassare il "summu" durante gli spostamenti, e i "napi" (corde che servivano per aprire e chiudere le porte). Questa piccola barca era quella da cui il Rais, durante la mattanza, dava gli ordini ai tonnaroti.
3. Bastarda, imbarcazione con poppa a specchio, lunga 10 metri: era adibita a vari usi che, a seconda delle operazioni che compiva, prendeva nomi diversi: ''Muciara i suari'', serviva per la disposizione dei galleggianti; Varchi a guatari'', con il compito di segnalare il passaggio dei tonni lungo le camere, facilitato da un vetro di ispezione sul fondo;'' Vinturera bastarda'', aveva il compito di manutenzione della tonnara; Varchi i guardia'', adibite alla guardia della tonnara, sia di giorno sia di notte.
4. Rimorchi, o chiamate anche  Varcazze della lunghezza di quattro metri, con la poppa a specchio; autonome nella navigazione, venivano spinte da sei coppie di remi. Venivano utilizzate per il trasporto dei "rusazzi" e dei "cavi di summu", , ma il compito principale delle varcazze  era di rimorchiare tutte le imbarcazioni che non erano autonome.

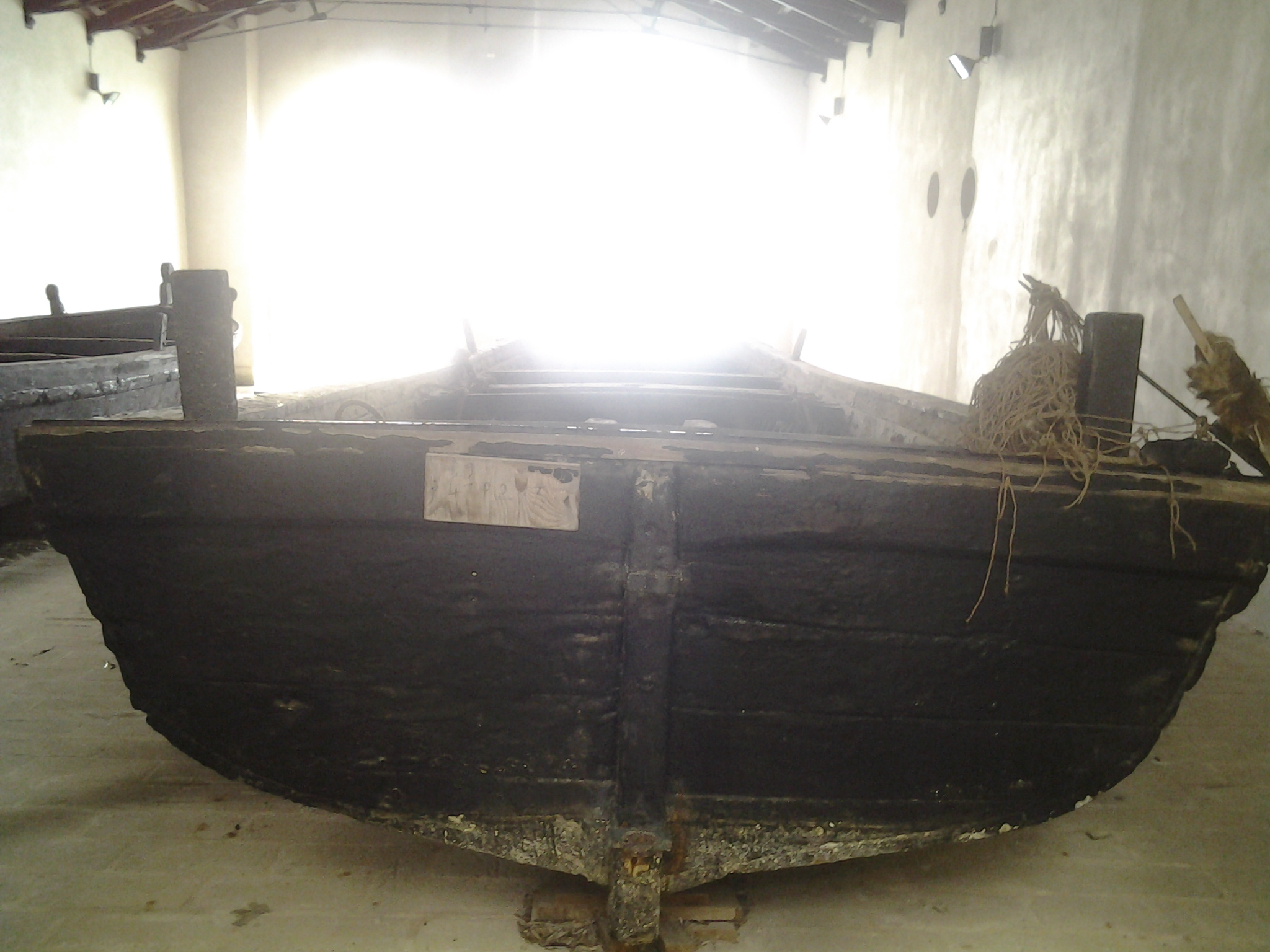
Muciara del Rais, della Tonnara di Favignana

Queste imbarcazioni sono rimaste in uso, con gli stessi nomi e le stesse mansioni, fino ai primi anni novanta del secolo scorso, con modifiche dovute all'avanzare della tecnologia navale, tra cui l'applicazione del motore; successivamente i tipi tradizionali ebbero qualche cambiamento dovuto alla diversa potenza applicata, o, alla stessa installazione della propulsione meccanica (poppa a specchio, dritto di poppa con elica, cabine).

### L'equipaggio
Il numero dell'equipaggio della pesca del tonno era in passato molto elevato, data la grande affluenza dei tonni nei mari siciliani. L'organico stagionale di una tonnara era normalmente composto da 90/100 tonnaroti (coloro che si occupavano della pesca del grande pesce), decine di retaioli, di maestri cordai e di carpentieri. Sono da considerare addetti alla tonnara anche coloro che si occupavano della manutenzione delle imbarcazioni e degli strumenti da pesca. Tutto il personale aveva i propri alloggi all'interno della struttura della tonnara o nei paesi circostanti.
La gestione del personale era assegnato, dai feudatari o dalle diocesi a una figura particolare: il Massaro, uomo fidato che si occupava della gestione economica e strutturale dello stabilimento. 
1. Il Rais era il dominus della tonnara (il capo assoluto), scelto dal proprietario e dai tonnaroti più anziani: di solito era uno straniero, cioè un uomo che non aveva residenza nel luogo dove costruiva la tonnara e non aveva avuto nessun rapporto con gli altri tonnaroti. Egli portava sulla sua barca dieci uomini fidati che formavano la sua scorta. Il Rais dalla sua Muciara, nella camera della morte, impartiva gli ordini durante la mattanza: questi ordini dovevano essere chiari, perentori e mai gridati. Il titolo si tramandava per generazioni. Egli si faceva guidare dall'istinto, dalle notizie e da appunti segreti trasmessi di padre in figlio e, inoltre, doveva saper fare il “crociato” della tonnara, cioè riuscire a mettere in acqua le reti e i cavi che componevano le varie camere della tonnara. Questo procedimento doveva essere molto accurato, dato che, un minimo errore di centimetri, avrebbe potuto portare alla fuga del banco di tonni catturato. Rais è parola che in arabo significa capo o direttore e rivela come gli arabi abbiano avuto la loro importanza nell'insegnare la tecnica della pesca. Uomo sempre di specchiata fedeltà, il Rais deve avere grandi cognizioni del fondo del mare e delle abitudini del tonno, deve provvedere a far eseguire la costruzione delle reti in modo che la burrasca non le danneggi e deve, altresì, sorvegliarle continuamente. È necessario, inoltre, che sia un buon meteorologo, sapendo prevedere le condizioni del tempo e che, come ultima cosa, il giorno della pesca egli sappia assumere il comando generale. Generalmente questi Rais hanno una lunga esperienza e sono trattati con grande rispetto.
2. Dopo il Rais, vi sono i Capiguardia, che potevano essere tre o quattro, a seconda della grandezza della tonnara; essi venivano ingaggiati con le loro barche complete di equipaggio e dovevano sovrintendere alla ciurma ad e ai turni di guardia in mare lungo la rete.
3. Gli operai che lavoravano sulle imbarcazioni erano i Mastri d'ascia, che si occupavano delle riparazioni e i Calafati, che si occupavano del calafataggio (passare la pece sull'imbarcazione per impermeabilizzarla).
4. Gli addetti alla lavorazione e salagione e al confezionamento del tonno sotto sale.
5. I Viddani (contadini), la gente dell'entroterra. Essi arrivavano numerosi per partecipare a questa pesca, non certo per il misero salario, ma per la garanzia della durata del lavoro che poteva proseguire per quattro mesi. I lavori a loro assegnati erano i più pesanti e al limite delle capacità umane, e tutto fatto con le loro braccia, come ad esempio mettere in acqua 300 o 400 ancore.

Tutto il personale aveva i propri alloggi all'interno della struttura della tonnara o nei paesi circostanti. 

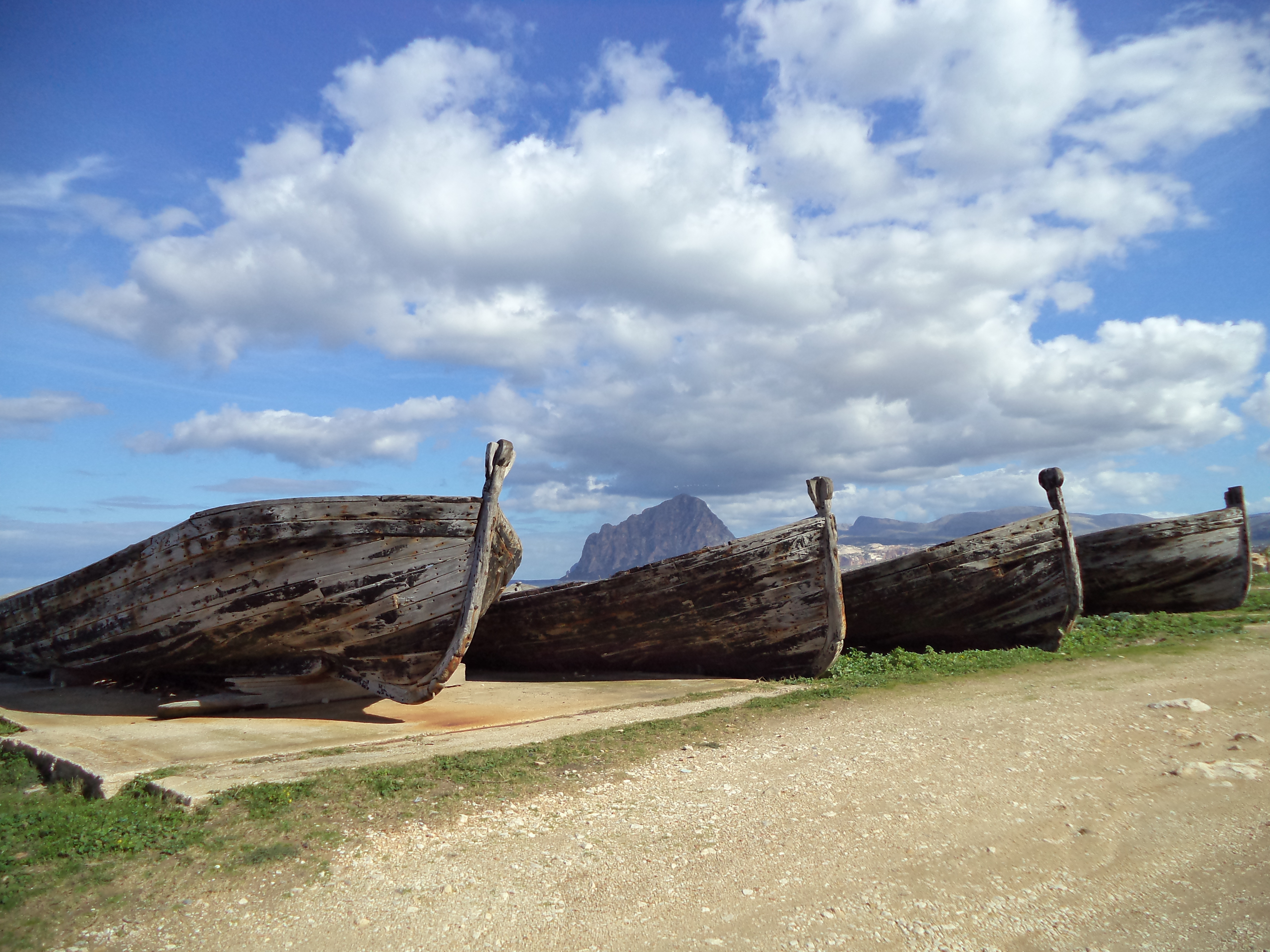
Ultime Muciare, situate nelle vicinanze della Tonnara di Bonagia

I tonnaroti avevano un salario molto misero a cui si aggiungeva però, una "gghiotta" (intesa come quantità necessaria al bisogno di una famiglia), un pesce minuto. Si può anche considerare una retribuzione le varie parti del tonno che i tonnaroti rubavano dal pescato: la "tunnina" (tonno ucciso intero o affettato), gli "nchiumi" (intestini e parti interne) il  "lattume" (gonadi maschili del tonno) e la "bottarga" (il sacco ovarico delle femmine). Le ruberie rientravano nella norma e nella mentalità di tutti i lavoratori e di tutti coloro che partecipavano alla tonnara, motivo per cui erano quasi accettate dai proprietari.

## La tonnara volante
La tonnara volante è costituita da reti da circuizione che vengono lanciate in mare nel momento in cui i tonni si trovano nelle immediate vicinanze; così esse arrivano sui banchi di tonno, catturandoli con grande facilità: questo avviene grazie all'utilizzo di ecoscandagli e radar.
Oggi, una flotta di grossi pescherecci attrezzati per la cattura del tonno rosso, scandaglia il mar Mediterraneo pescando questo pregiato pesce e poi imprigionandolo in gabbie, ancorate al largo della costa o rimorchiate nei porti, dove il pesce viene tenuto all'ingrasso. Questo sistema consente di catturare anche il tonno "di ritorno", cioè quando compie il suo viaggio a ritroso dal Mediterraneo all'Atlantico, dopo aver deposto le uova e, ormai, stanco e smagrito; con la permanenza nelle gabbie il peso, però, viene recuperato facilmente ed il tonno diventa commercializzabile.
Successivamente viene poi ucciso molto velocemente con un colpo di fucile e smistato sui vari mercati, principalmente quello giapponese, dove la carne cruda del tonno rosso è molto apprezzata per la preparazione del sushi e del sashimi.
La flotta delle tonnare volanti nel Mediterraneo è molto numerosa, composta da barche italiane, francesi e spagnole. La campagna di pesca inizia a Malta a febbraio e le barche rimangono in quella zona fino ad aprile, catturando tonni dai 100 ai 300 kg, poi si sposta lungo le coste della Calabria da maggio fino a metà luglio, per arrivare alle Baleari, dove si trovano soprattutto barche francesi e spagnole. La campagna in Liguria è l'ultima ed inizia, normalmente, a metà agosto e si svolge in quello che viene chiamato il santuario dei cetacei, la zona al largo della Riviera Ligure di Ponente in cui è facile avvistare anche balene di passaggio. La pesca continua fino ad inverno inoltrato, almeno finché le acque non diventano troppo fredde, poi le gabbie con il pescato da allevamento vengono rimorchiate in Spagna.
La stagione di pesca per queste tonnare dura praticamente tutto l'anno a differenza delle tonnare di corsa.

## Riti e tradizioni

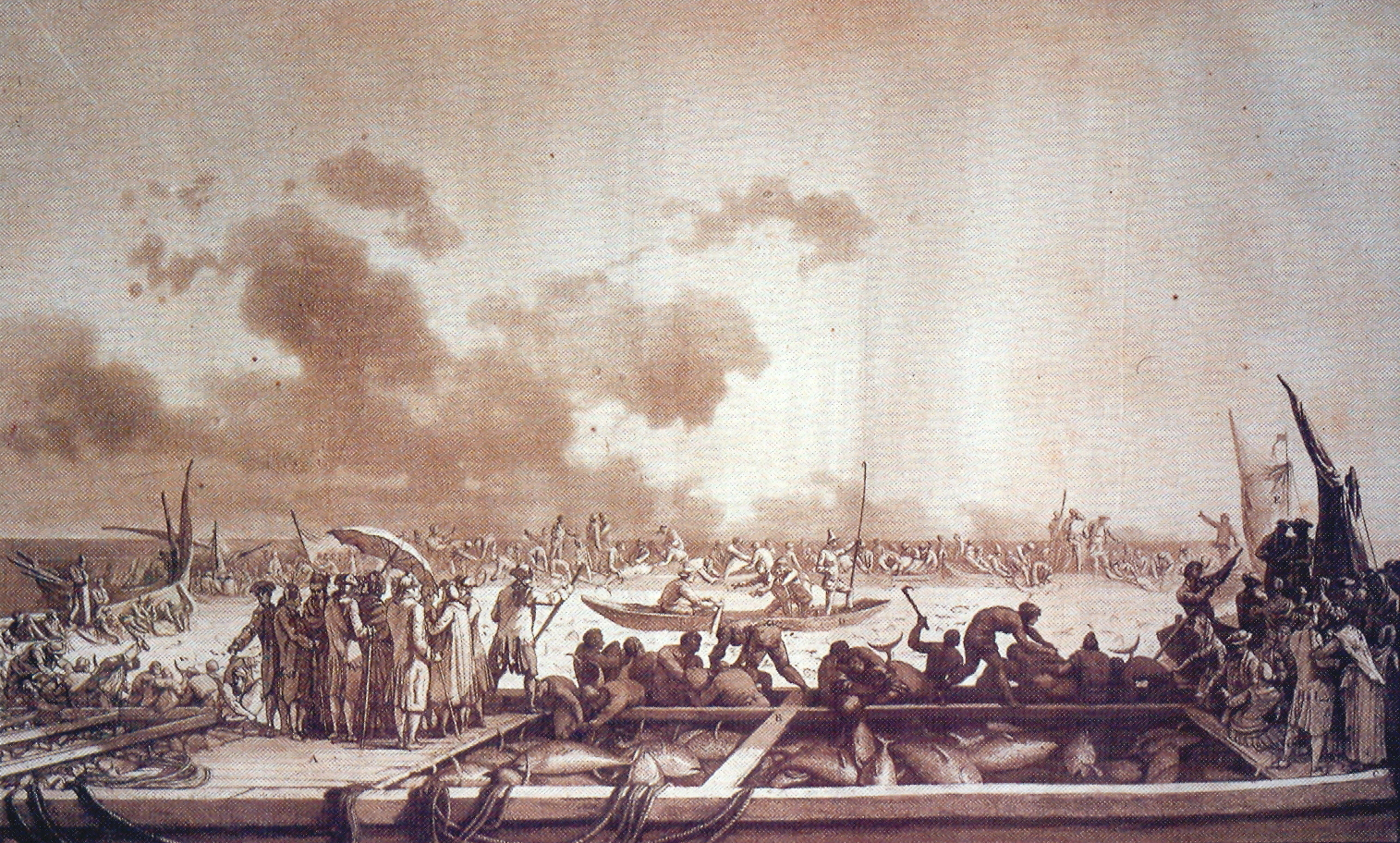
La mattanza in Sicilia, in un'acquaforte del 1782 di Jean-Pierre Houël

Fin dall'antichità si effettuavano sacrifici, in favore delle divinità del mare; nel mondo greco era abitudine donare il primo tonno pescato a Poseidone. Col passare dei secoli questi riti si fortificarono e, con l'avvento del Cristianesimo, la mattanza acquisì contorni rituali e sacrali in cui fede e pesca si intrecciavano per permettere un buon esito della mattanza.
Se il pescato per anni era sotto delle medie sperate, venivano coinvolti nelle vicende tonnarote i papi; si benediceva il mare chiedendo il permesso al pontefice, come quando nel 1706, papa Clemente VI autorizzò la solenne benedizione e grandi processioni per implorare la grazia richiesta.
In ogni tonnara si trovavano piccole chiese e cappelle dove erano costruiti degli altari su cui venivano, di norma, esposte raffigurazioni di Madonne con alla destra San Giovanni Battista e a sinistra Sant'Antonio (Sant'Antuninu) a cui, ogni mattina le donne dei tonnaroti portavano dei fiori. Le donne, con il capo coperto, di fronte alla cappella della Madonna, per tutto il periodo della pesca, eseguivano litanie cantilenanti. All'apertura della tonnara il Rais elevava, sullo spicu du mastru, un crocifisso ricoperto d'immagini devozionali. Per tradizione il periodo di pesca più proficuo è dall'uno al tredici giugno e coincide con il ciclo di preghiere dedicate a Sant'Antonio; perciò, ogni mattina, il Rais seguito da una breve processione di tonnaroti, per tutto il periodo delle celebrazioni in favore del Santo, imbarcava sulla sua muciara, la statua, di norma posta davanti o dietro il ripostiglio di poppa. Ogni sera, infine, la raffigurazione del Santo veniva attesa dalle donne per il suo rientro in chiesa ed il tutto si concludeva con un'animata festa.
A Favignana, oltre ai rituali in favore di Sant'Antonio, veniva posta sullo spicu du mastru della tonnara oltre alla palma votiva, una statua di San Pietro. Gli isolani per tradizione all'uscita dal porto, dedicavano una preghiera recitata dal Rais al Santo:
"... nu Patri Nostru a San Petru chi pria u Signuri ppi na bbundanti pisca" (un Pater per San Pietro che preghi il Signore che ci mandi un'abbondante pesca), alla quale tutti i tonnaroti rispondevano: "chi lu faccia" (che lo faccia).
Ciascun canto di tonnara nella spontaneità delle parole e delle rime, nel susseguirsi di un augurio, di una preghiera, di lodi e della superstizione viene tuttora inteso come Cialoma o Scialoma, termine che certamente deriva dall'ebreo Shalom. La più famosa è “Ajamola… Ajamola…” di chiarissima derivazione araba, da “aja, aja, Maulay” (… suvvia, o mio creatore, aiutaci…. orsù, o mio protettore, sostienici.): questa preghiera viene cantata da tutti i tonnaroti nel momento di tirare la rete della camera della morte per darsi un ritmo.
Anche durante la preparazione e la costruzione della tonnara, il Rais, compiva dei riti e invocava la grazia divina con preghiere: mentre era intento a costruire le varie camere, nel momento dei primi incroci dei cavi, quando prendeva forma lo spicu du mastru, l'angolo della tonnara, sul quale veniva innalzata la palma votiva, punto d'incontro con il pedale che convoglierà i tonni nella grande camera di ingresso della trappola, egli si fermava a ripetere per tre volte la seguente preghiera:
Umirmente umiliati
a' Santa Crucis emu arrivati 
Umirmente umiliati
Santa Cruci nn'aiutari
Diu, Gesù e Vergini Maria
Aviti cura ill'anima mia

## Prodotti di tonnara
- Bottarga
- Ventresca
- Ventre
- Buzzonaglia
- Scapece
- Lattume
- Mosciame
- Tarantello
- Ficazza (salame di tonno)
- Polmonello
- Cuore

## Media

### La Cinematografia sulla mattanza
La cinematografia etnologica sulla pesca del tonno ha ascendenze che risalgono agli albori della stessa storia del cinema: già nel 1910 fu girato un breve documentario dal titolo "La tonnara di Favignana". E nel 1913, Giovanni Vitrotti, un operatore-regista attivo nell'ambito del documentario, girò alcuni spezzoni sulla pesca del tonno, oggi andati persi.
Nel secondo dopoguerra è alla "scuola siciliana" che si debbono alcuni documentari come "La Mattanza" di Francesco Alliata (1948), della durata di 9 minuti, che documenta la pesca del tonno e la vita della tonnara, (appartenente ai cataloghi Italian Films Export); nel 1954, lo stesso Francesco Alliata, in collaborazione con Quintino di Napoli e Pietro Moncada realizzarono il documentario "La pesca del tonno", con riprese subacquee e della durata di 11 minuti, che descrive le varie fasi della pesca del tonno sulle coste siciliane, oggi conservato nel catalogo della Cineteca scolastica italiana del Ministero della Pubblica Istruzione; nel 1955 fu realizzato "Tempo di tonni" di Vittorio Sala che descrive la vita della tonnara e le varie fasi della pesca del tonno sulle costiere siciliane e a Favignana in particolare, oggi negli archivi cinematografici dell'Istituto Luce di Roma; infine si trova materiale utile nell'Archivio di Folco Quilici che raccoglie 11 scene di vita dei pescatori, ambientate a Trapani e 1082 scene su tutte le fasi di pesca del tonno praticata con la tonnara, girate sull'isola di Favignana.
La cinematografia sulla tonnara e sulla mattanza si è poi arricchita ulteriormente grazie al contributo significativo di un antropologo visuale statunitense, Philip Singer , che nel 1997 realizzò il film "L'ultima tonnara-mattanza?", con la durata di 1 ora e 53 minuti, un lavoro documentaristico che coinvolse 63 tonnaroti ripresi nei contesti della loro vita quotidiana: a casa, in barca, in piazza e cantiere per 22 giorni in cui avvenne la preparazione e realizzazione della tonnara, precisamente dal 4 al 26 maggio 1996. Questo documentario è uno dei più completi del suo genere: al suo interno si trovano delle narrazioni storiche sulle tonnare, epiloghi per ciascun giorno ripreso (22), le riprese dal vivo della mattanza con i canti della tradizione tonnarota e le acclamazioni dei turisti che assistono.
Nel 2018 è uscito il docu-film “Diario di Tonnara”, del regista sardo Giovanni Zoppeddu, prodotto dall'Istituto Luce.

## Galleria d'immagini

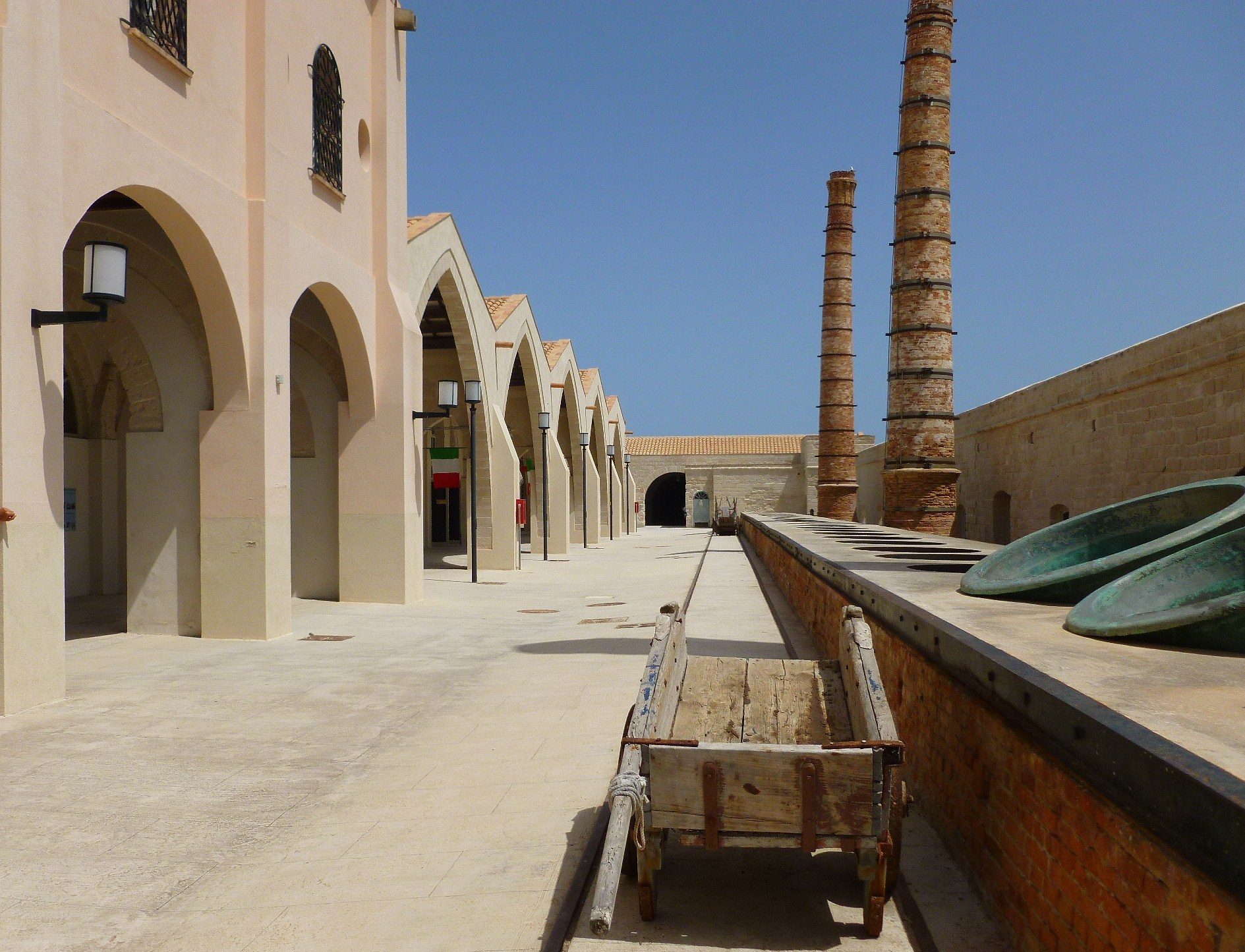
Ex Stabilimento Florio delle Tonnare di Favignana e Formica
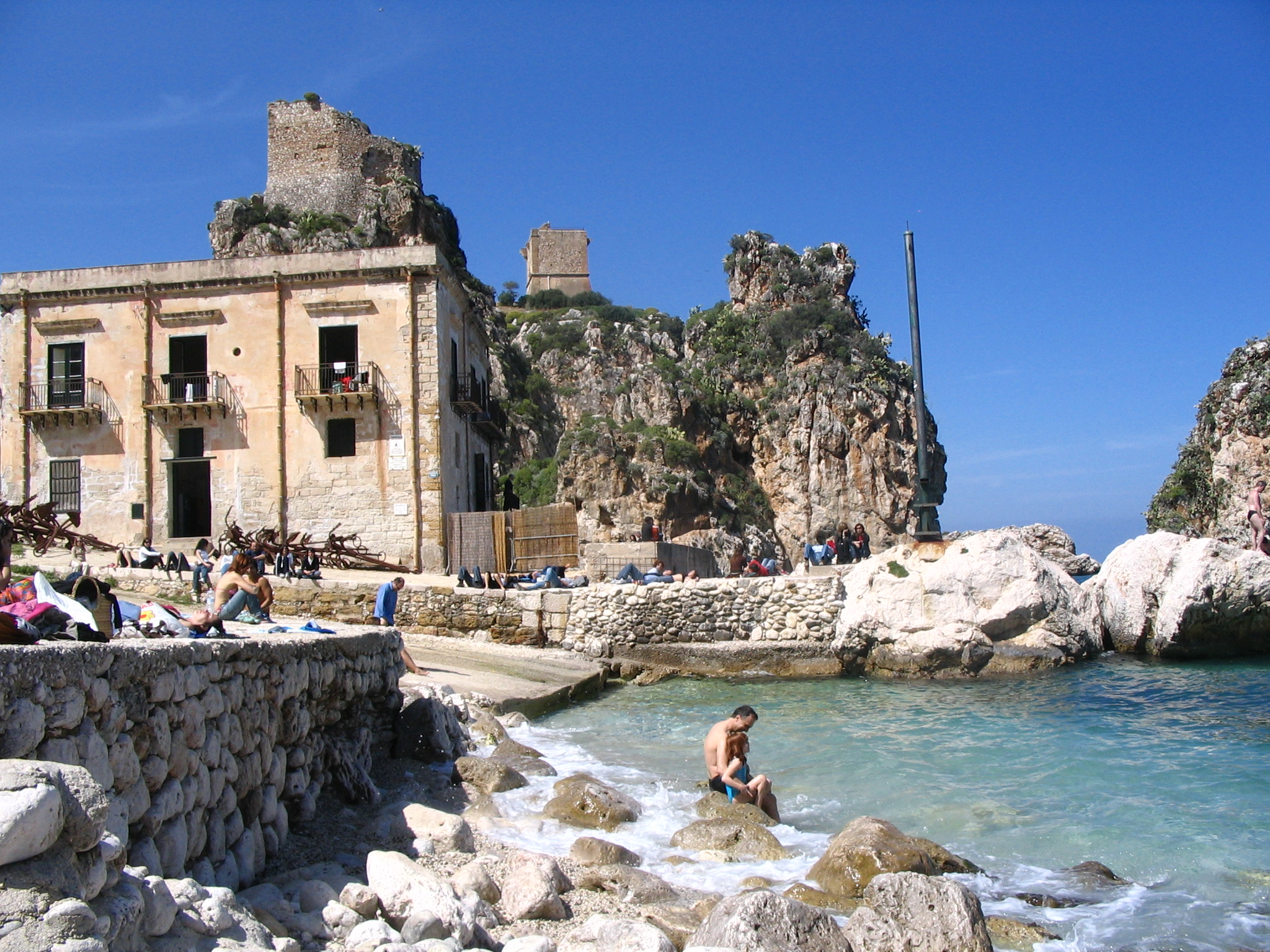
Tonnara di Scopello
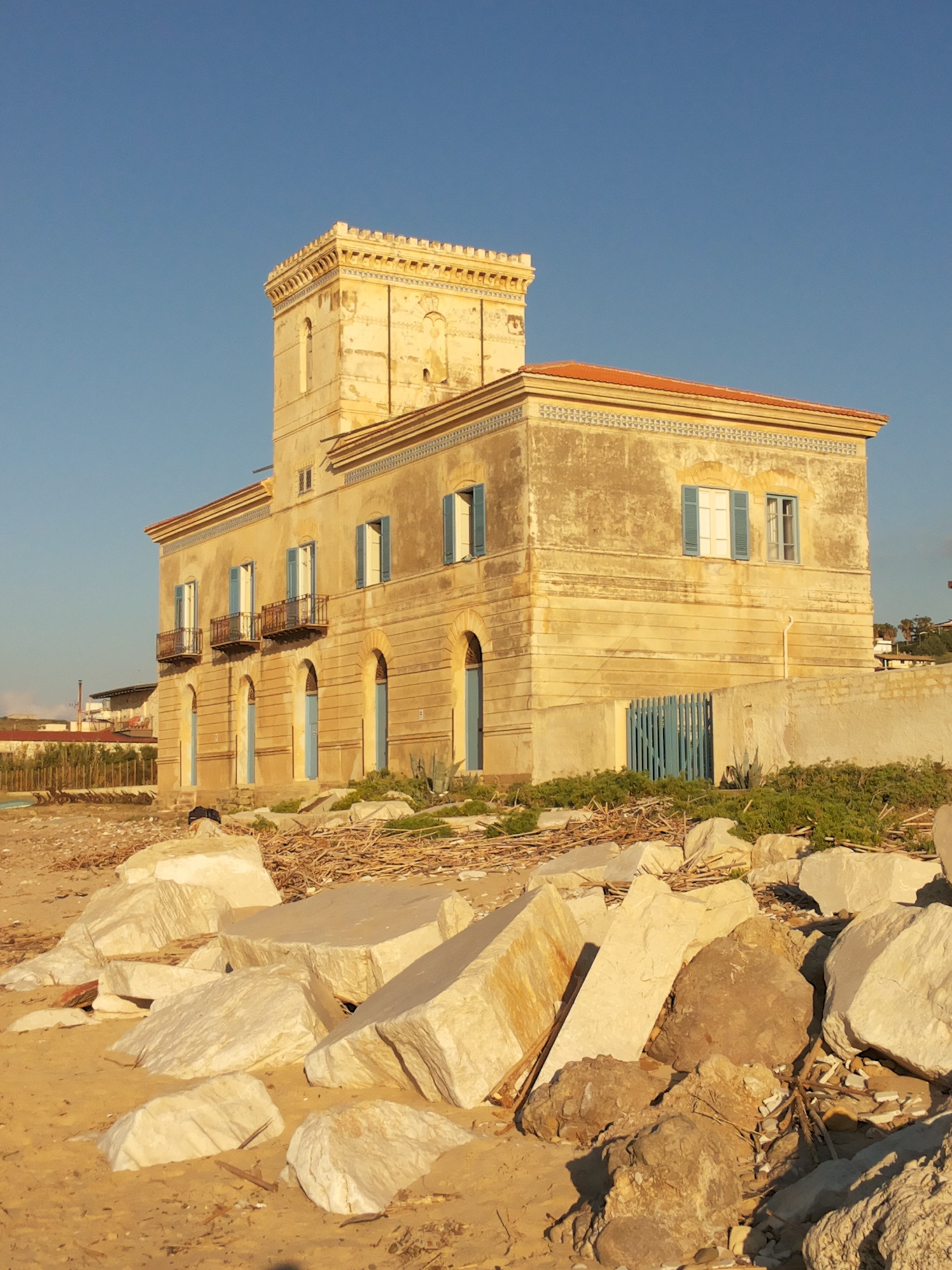
Tonnara Magazinazzi ad Alcamo Marina
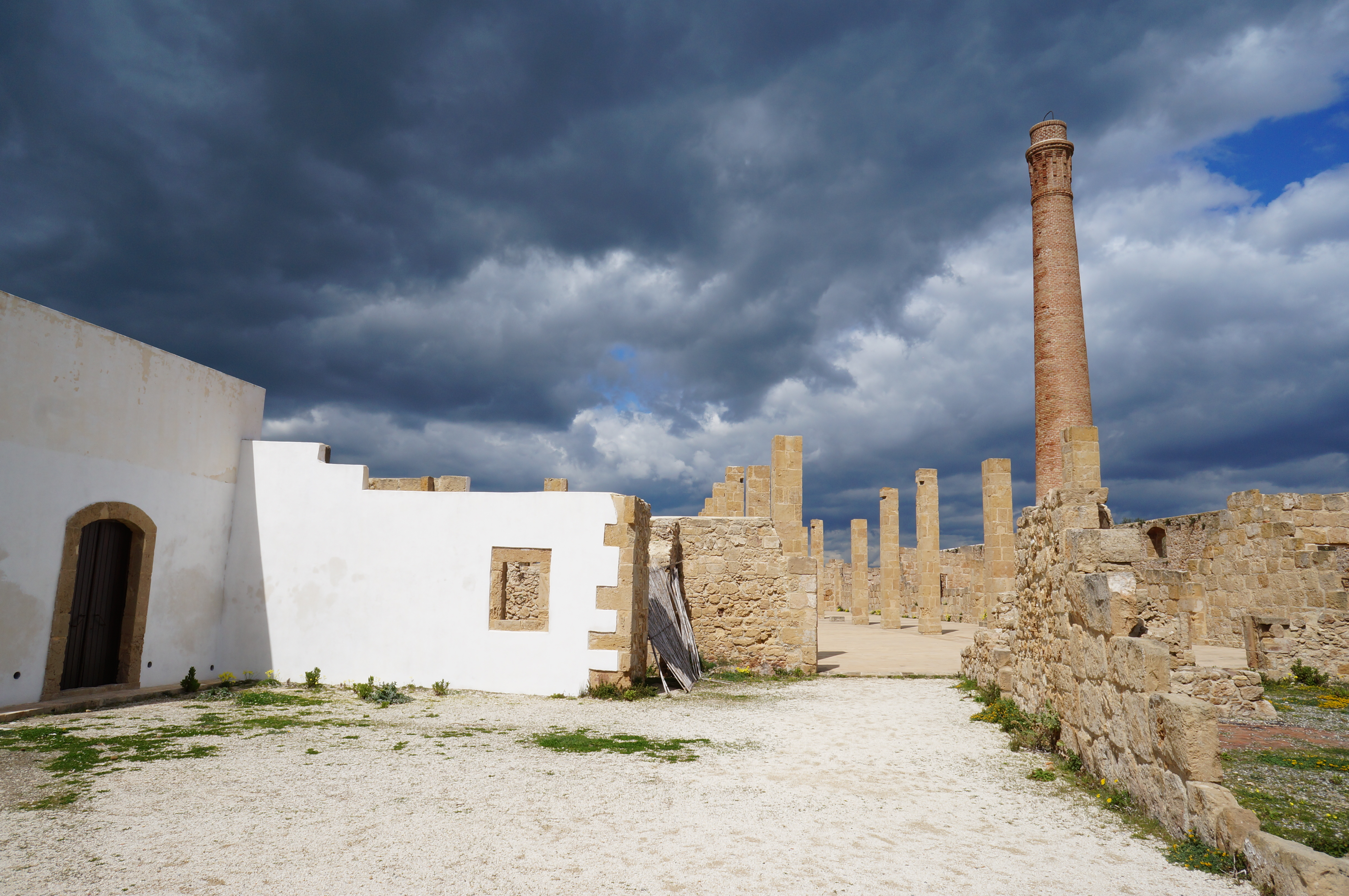
Tonnara di Vendicari
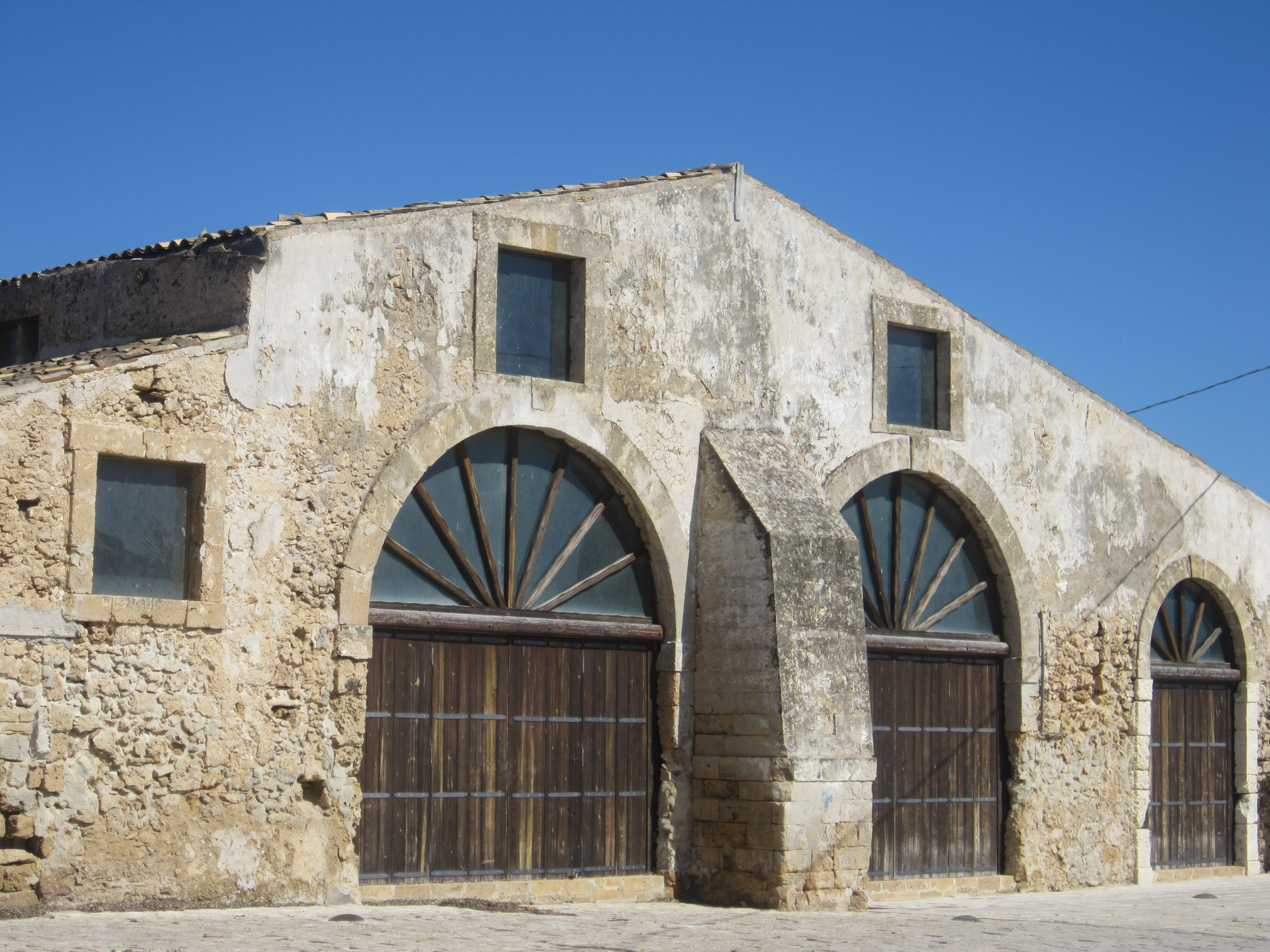
Tonnara di Marzamemi
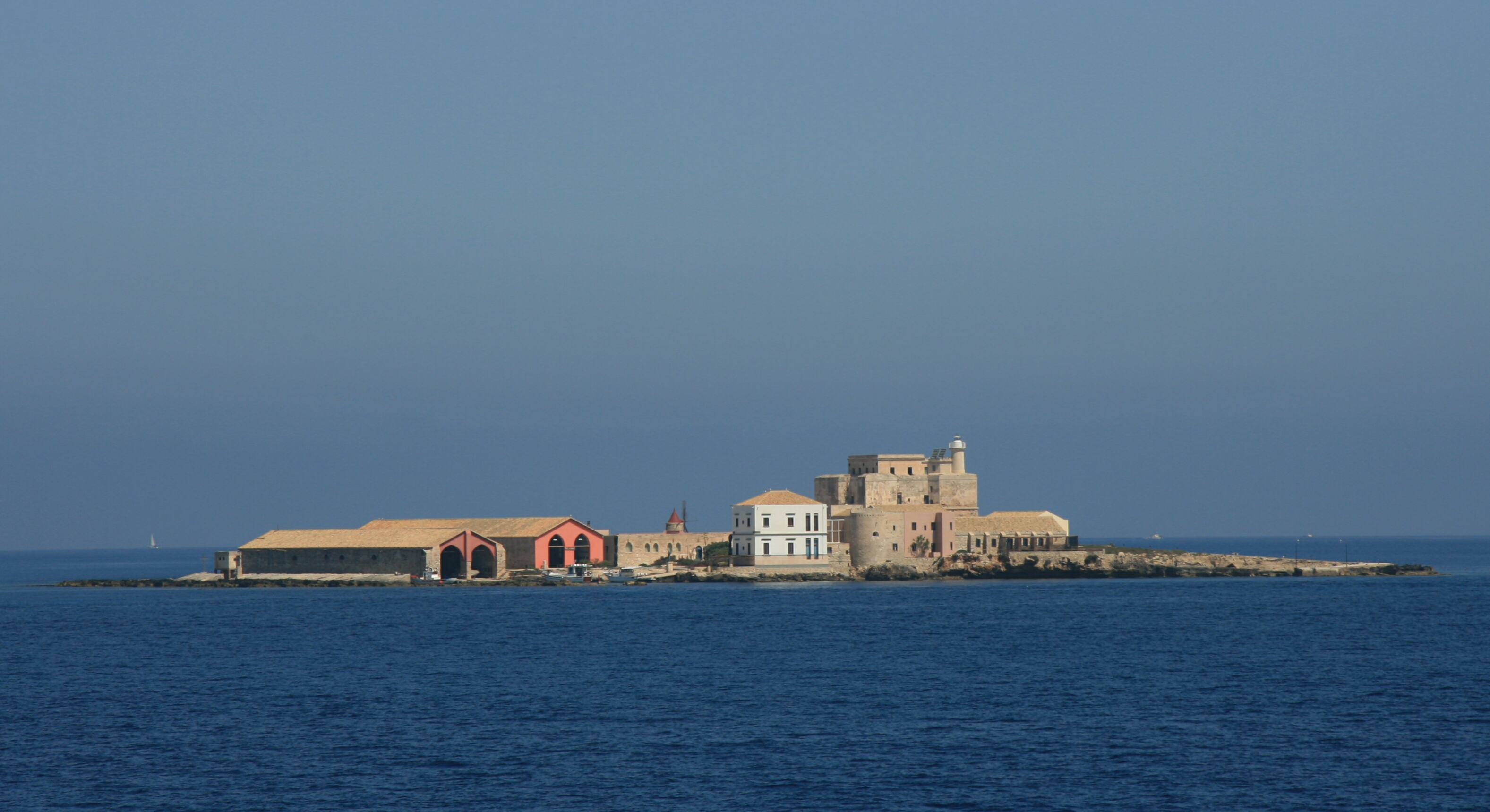
Tonnara di Formica
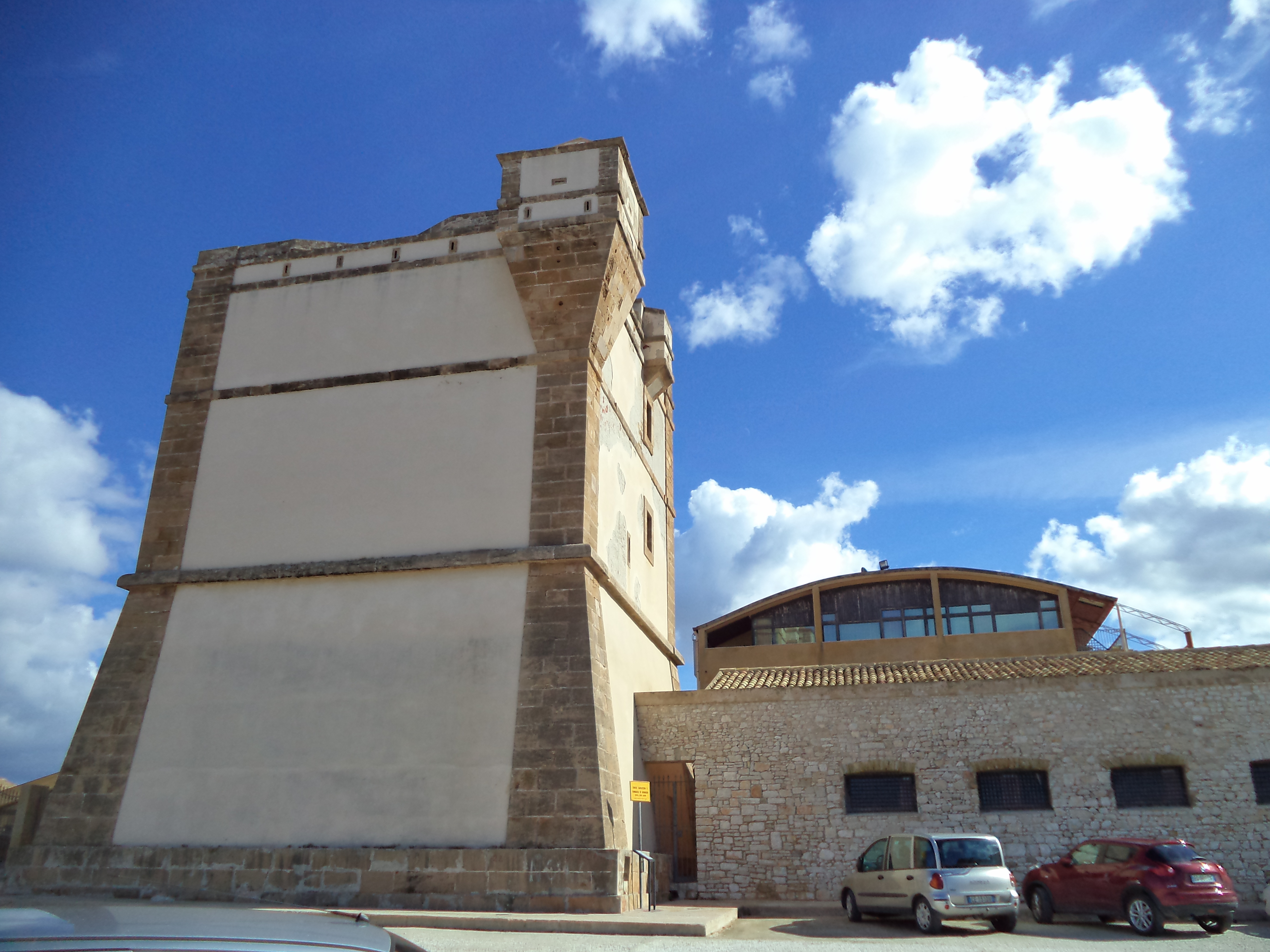
Tonnara di Bonagia
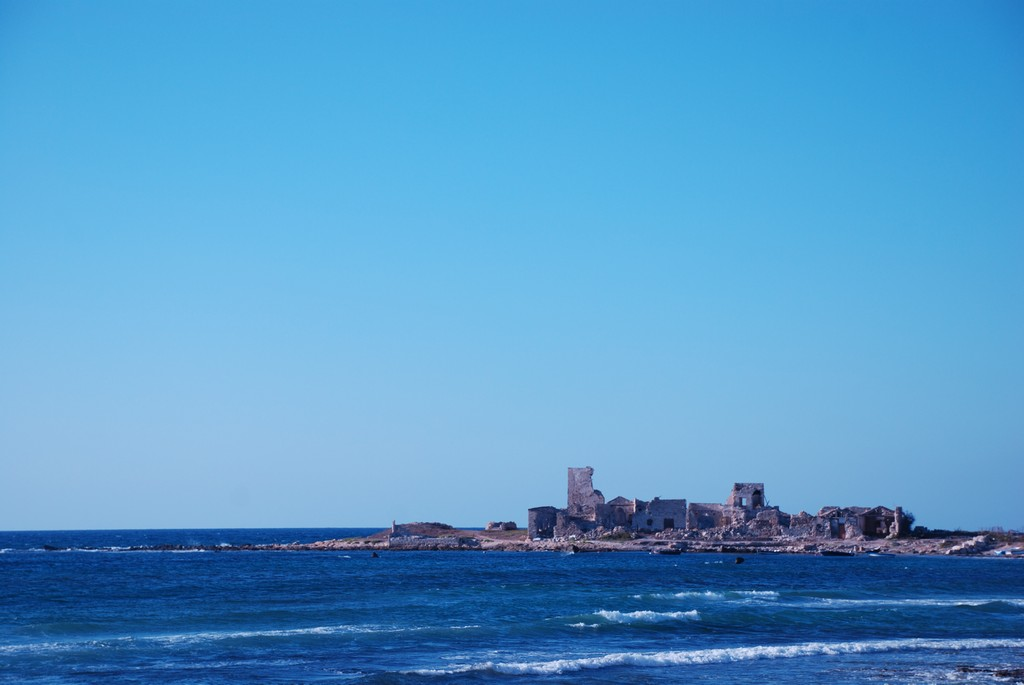
Tonnara di Trapani Palazzo
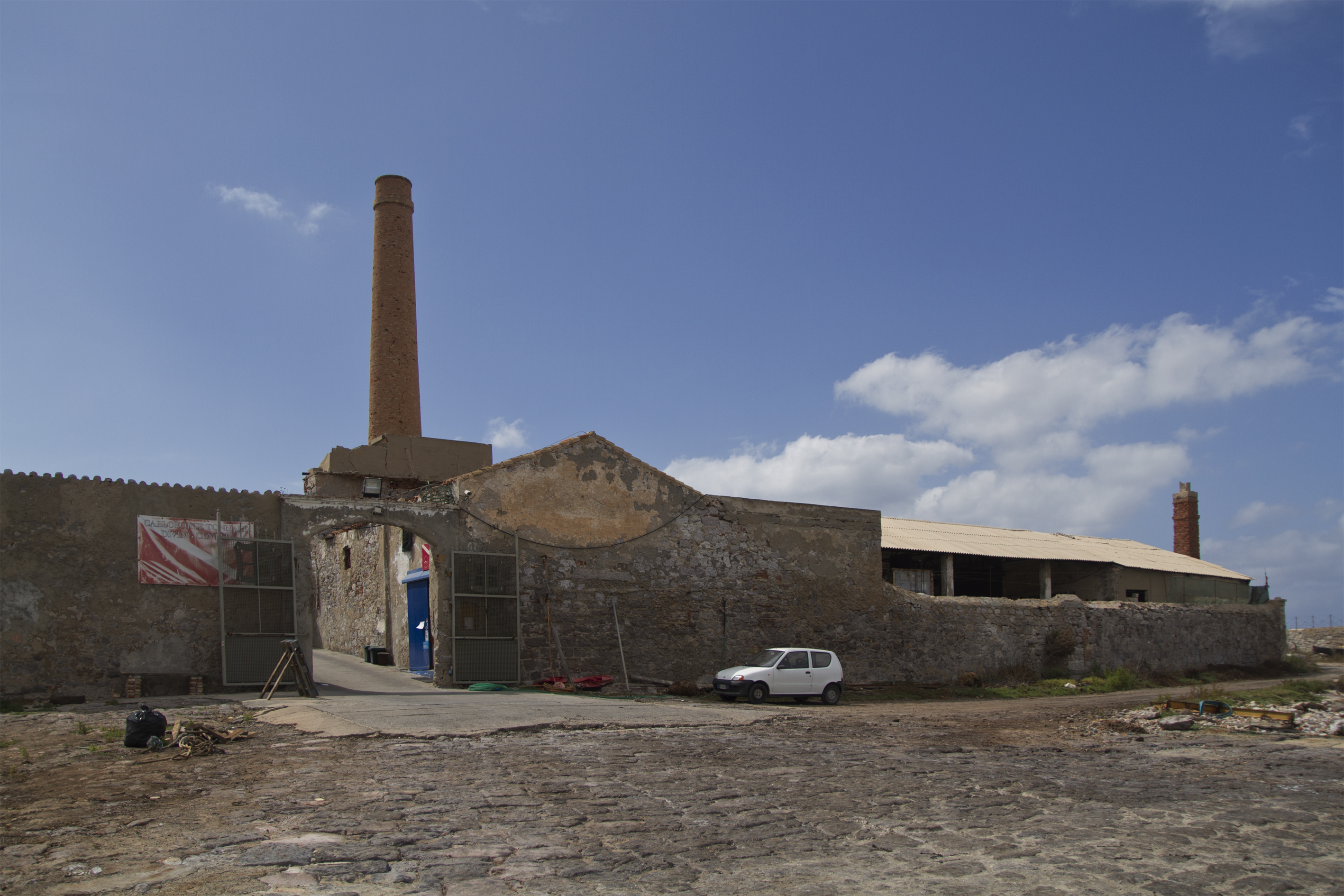
Tonnara di Carloforte in Sardegna
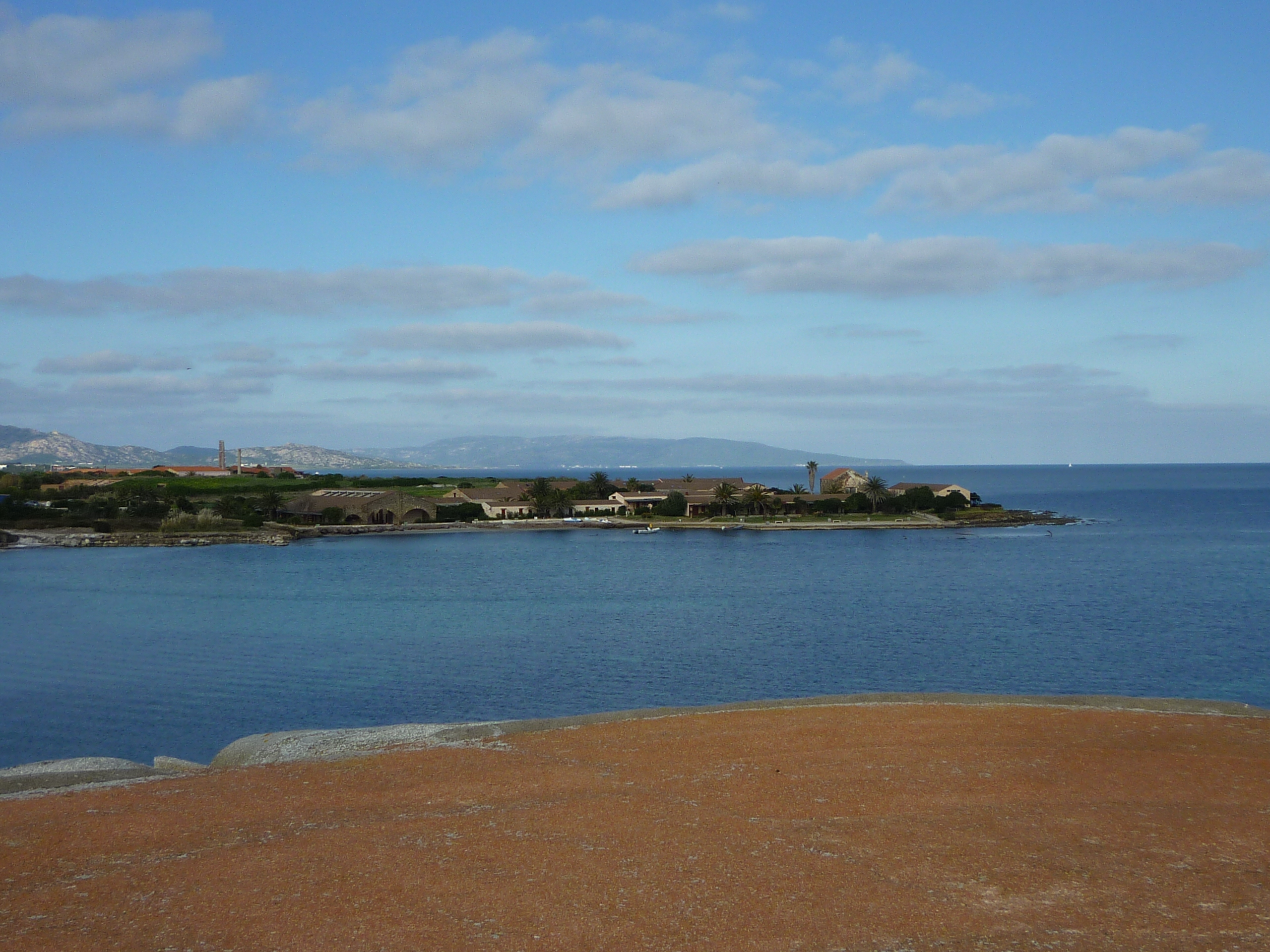
Le tonnare di Stintino